# Edward Coles

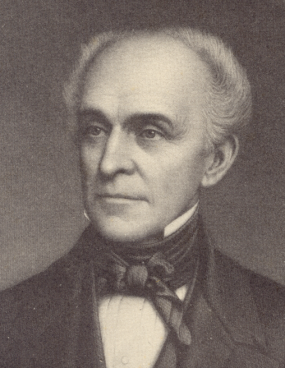
Edward Coles

Edward Coles (* 15. Dezember 1786 im Albemarle County, Virginia; † 7. Juli 1868 in Philadelphia, Pennsylvania) war ein US-amerikanischer Politiker (Demokratisch-Republikanische Partei) und von 1822 bis 1826 der zweite Gouverneur des Bundesstaates Illinois.

## Frühe Jahre
Edward Coles, der aus einer reichen sklavenhaltenden Pflanzerfamilie stammte, erhielt eine private Schulausbildung und besuchte später das Hampden-Sydney College sowie das College of William & Mary in Williamsburg. Seine politische Laufbahn begann im Jahre 1809, als er einer der Privatsekretäre von US-Präsident James Madison wurde. Diese Position behielt er sechs Jahre lang, ehe er vom Präsidenten auf eine diplomatische Mission an den Hof von Zar Alexander I. nach Sankt Petersburg entsandt wurde. Zwei Jahre später kehrte er nach Amerika zurück. Er zog mit seiner Familie nach Edwardsville (Illinois) und amtierte bis 1823 als Leiter der Landzuteilungsbehörde. Zu dieser Zeit befreite er die von seinem Vater geerbten Sklaven, weil er nicht an die Sklaverei, sondern an den Gleichberechtigungsgrundsatz aller Menschen glaubte.
Er vermachte jeder ehemaligen Sklavenfamilie ein Stück Land. Das Thema Sklaverei war in jenen Tagen in den gesamten USA heftig umstritten. Dabei ging es um die Frage, ob die Sklaverei in neuen US-Bundesstaaten erlaubt oder verboten sein sollte. Der Missouri-Kompromiss von 1820, den Senator Henry Clay ausgearbeitet hatte, löste das Problem auf nationaler Ebene für die nächsten 30 Jahre. Illinois war zwei Jahre vor diesem Kompromiss in die Union aufgenommen worden und nun wurde die Frage der Sklaverei heftig diskutiert. Vor diesem Hintergrund fanden im Jahr 1822 die Gouverneurswahlen in Illinois statt. Coles kandidierte als Gegner der Sklaverei und schaffte einen knappen Wahlsieg.

## Gouverneur von Illinois
Edward Coles vierjährige Amtszeit begann am 5. Dezember 1822. In dieser Zeit schaffte er es, mit Hilfe eines Referendums das Verbot der Sklaverei in Illinois durchzusetzen. Flankiert wurde diese Maßnahme durch einige Gesetze zum Schutz von Afroamerikanern gegen rassistische Übergriffe. Mit diesem Beschluss in Illinois stand dieser Staat in den folgenden Jahrzehnten vor dem Bürgerkrieg als auch während des Krieges auf der Seite des Nordens. Andere Ereignisse in Coles’ Amtszeit waren die Einführung einer Schulsteuer im Jahr 1825 und ein Ansturm auf die Bleiminen in Galena im Jahr 1823. Schließlich wurde das Gerichtssystem des Staates neu organisiert.
Aufgrund einer Verfassungsklausel konnte Coles im Jahr 1826 nicht direkt wiedergewählt werden. Im Jahr 1831 unternahm er einen erfolglosen Versuch, in das US-Repräsentantenhaus gewählt zu werden. Er zog sich anschließend auf seine Farm zurück. Coles erlebte noch die stürmische Entwicklung der amerikanischen Nation vor dem Bürgerkrieg und den Krieg selbst, ehe er 1868 in Philadelphia verstarb. Er war mit Sally Logan Roberts verheiratet, das Paar hatte drei Kinder.
Seit 1839 war er gewähltes Mitglied der American Philosophical Society.